# 7289 Kamegamori
7289 Kamegamori (1991 JU) là một tiểu hành tinh vành đai chính được phát hiện ngày 5 tháng 5 năm 1991 bởi T. Seki ở Geisei.